# 2011 у телебаченні
Список 2011 у телебаченні описує події у сфері телебачення, що відбулися 2011 року.

## Події

### Січень
- 1 січня — Початок аналогового мовлення телеканалу «Тоніс» на 64 ТВК у Запоріжжі[1].
- 11 січня
  - Припинення мовлення та закриття телеканалу у форматі високої чіткості «Інтер HD».
  - Перехід телеканалу «Euronews» до мовлення у широкоекранному форматі зображення 16:9.
- 18 січня — Припинення мовлення та закриття луганського регіонального телеканалу «Ірта Плюс».

### Лютий
- 1 лютого — Зміна логотипу і графічного оформлення телеканалу «Перший діловий»[2].
- 13 лютого — Зміна логотипів і графічного оформлення телеканалів «Інтер» та «Інтер+».
- 14 лютого — Зміна логотипу і графічного оформлення телеканалу «ТЕТ»[3].
- 24 лютого — Зміна графічного оформлення «5 каналу»[4].
- Зміна логотипу і графічного оформлення дніпропетровського регіонального «34 каналу».

### Березень
- 1 березня — Початок мовлення нового спортивного телеканалу «Футбол+» від «Медіа Групи Україна».
- 7 березня — Зміна логотипу і графічного оформлення телеканалу «К1»[5].
- 25 березня — Початок аналогового мовлення телеканалу «Мега» замість телеканалу «К1» на 50 ТВК в Кременчуці[6].
- 29 березня — Зміна логотипу та графічного оформлення телеканалу «UBR».
- Припинення аналогового мовлення регіональної КДТРК на 49 ТВК в Богуславі[7].
- Припинення аналогового мовлення регіональних КДТРК та телеканалу «РТК» на 40 ТВК в Рокитному[8].

### Квітень
- 6 квітня — Зміна програмної концепції телеканалу «Мега» з розважальної в пізнавальну[9].
- 11 квітня — Початок мовлення нового польського музичного телеканалу «Polo TV»[10].

### Травень
- 16 травня — Початок супутникового мовлення регіонального телеканалу «Донбас»[11].

### Червень
- 1 червня
  - Перехід російського «Першого каналу» до мовлення у широкоекранному форматі зображення 16:9[12][13][14].
  - Перехід спортивних телеканалів «Спорт 1» та «Спорт 2» до мовлення у широкоекранному форматі зображення 16:9.
- 6 червня — Перехід кримськоготатарського телеканалу «ATR» до цілодобового формату мовлення.
- 12 червня — Початок аналогового мовлення телеканалу «ТВі» на 50 ТВК у Луцьку[15].
- 15 червня — Перехід польського телеканалу «TVN» до мовлення у широкоекранному форматі зображення 16:9.

### Липень
- 1 липня
  - Початок мовлення нового музичного телеканалу «A-One Україна».
  - Зміна логотипу і графічного оформлення телеканалу «MTV Україна».
- 8 липня — Припинення мовлення та закриття херсонського регіонального телеканалу «TV Віта».
- Початок аналогового мовлення сімферопольського регіонального телеканалу «Неаполь» на 42 ТВК в Аннівці[16].

### Серпень
- 1 серпня — Зміна логотипу телеканалу «К1».
- 10 серпня — Початок аналогового мовлення телеканалу «ТВі» на 62 ТВК в Рівному[17].
- 14 серпня — Призупинення мовлення харківського регіонального телеканалу «АТН».
- 15—18 серпня — Введення компанією «Зеонбуд» в експлуатацію нового всеукраїнського DVB-T2 мультиплексу «MX-1», «MX-2», «MX-3», «MX-5»[18].
- 24 серпня — Початок мовлення україномовної версії телеканалу «Euronews»[19].

### Вересень
- 1 вересня
  - Зміна графічного оформлення телеканалів «1+1» та «1+1 International».
  - Зміна логотипу і графічного оформлення кримськоготатарського телеканалу «ATR».
- 5 вересня
  - Зміна логотипу і графічного оформлення телеканалу «2+2»[20].
  - Зміна графічного оформлення телеканалу «Enter-фільм»[21].
- 6 вересня
  - Зміна логотипу і графічного оформлення телеканалу «Інтер».
  - Зміна логотипу телеканалу «К1»[22].
- 9 вересня — Зміна логотипу і графічного оформлення телеканалу «НТН»[23].
- 10 вересня — Зміна логотипу і графічного оформлення телеканалу «Інтер+»[24].
- 14 вересня — Призупинення мовлення харківських регіональних телеканалів «А/ТВК» та «Фора».
- 21 вересня — Початок мовлення нового інформаційного телеканалу «Jewish News One».
- 30 вересня — Зміна графічного оформлення телеканалу «К1»[22].
- Початок роботи супутникового оператора «Xtra TV»[25].
- Зміна логотипу телеканалу «UBR».
- Припинення аналогового мовлення регіонального телеканалу «Чорноморської ТРК» на 37 ТВК у Петрівці[26].

### Жовтень
- 1 жовтня — Початок мовлення регіональних телеканалу «РАІ» в Івано-Франківську у стандарті DVB-T2.
- 4 жовтня — Перехід аналогового мовлення каналу «Україна» з 34 на 50 ТВК у Луганську[27].
- 10 жовтня
  - Зміна графічного оформлення музичного телеканалу «M1».
  - Припинення мовлення регіонального телеканалу «Львів-ТБ»[28].
- 22 жовтня — Зміна логотипу телеканалу «К1».
- Перехід аналогового мовлення регіонального телеканалу «Слобожанка» з 35 на 53 ТВК в Чугуєві[29].
- Призупинення мовлення одеського регіонального телеканалу «Круг».

### Листопад
- 1 листопада — Припинення супутникового мовлення регіонального державного телеканалу «Дніпропетровський Державний»[30].
- 10 листопада — Початок мовлення Чернівецької ОДТРК в Чернівцях у стандарті DVB-T2[31].
- 14 листопада — Призупинення мовлення харківського регіонального телеканалу «Фаворит ТБ».
- 15 листопада — Початок мовлення нового телеканалу «Моя дитина».
- 16 листопада — Відновлення мовлення харківського регіонального телеканалу «Фора».
- 18 листопада — Зміна логотипу і графічного оформлення телеканалу «КРТ».
- 22 листопада — Початок роботи OTT-сервіса «Megogo»[32].
- 28 листопада — Припинення аналогового мовлення регіонального телеканалу «Майдан TV» на 12 ТВК в Білій Церкві[33].
- Початок мовлення телеканалу «Сігма» в Маріуполі у стандарті DVB-T2.

### Грудень
- 1 грудня
  - Зміна логотипа і графічного оформлення, перейменування телеканалу «Тоніс» у «Tonis», перехід до мовлення у широкоекранному форматі зображення 16:9 та початок мовлення у стандарті високої чіткості (HD)[34][35].
  - Зміна логотипу телеканалу «Enter-фільм»[36].
  - Початок мовлення телеканалу «Орбіта» у Красноармійську у стандарті DVB-T2[37].
- 5 грудня — Початок мовлення україномовної версії телеканалу про моду «Ukrainan Fashion»[38][39].
- 7 грудня — Початок мовлення україномовної версії релігійного телеканалу «EWTN».
- 10 грудня — Початок мовлення регіонального державного телеканалу «РТБ» в Рівному у стандарті DVB-T2.
- 15 грудня — Відновлення мовлення харківського регіонального телеканалу «Фаворит ТБ».
- 26 грудня — Ребрендинг телеканалу «UBC» у «Business»[40].

## Без точних дат
- Осінь — Зміна графічного оформлення музичного телеканалу «RU Music».
- Переїзд «Нового каналу» за новою адресою, Київ, вул. Тургенєвська, 25.
- Переїзд каналів «Enter-фільм», «MTV Україна» й «Enter-music» за новою адресою, Київ, вул. Воровського, 22.
- Початок аналогового мовлення телеканалу «НТН» на 23 ТВК в Кам'янці-Подільському[41].
- Зміна графічного оформлення парламентського телеканалу «Рада».
- Перехід аналогового мовлення телеканалу «1+1» з 22 на 56 ТВК в Любарі[42].
- Припинення аналогового мовлення регіонального телеканалу «Чорноморської ТРК» на 31 ТВК в Совєтському[43].
- Припинення аналогового мовлення регіональної КДТРК на 57 ТВК в Таращі[44].
- Припинення аналогового мовлення регіональної Чорноморської ТРК на 33 ТВК в Чорноморському[45].